# Beverly Lynne
Pour les articles homonymes, voir Beverly et Lynne.
Beverly Lynne est une actrice américaine née le 31 octobre 1973 à Sellersville en Pennsylvanie.
Elle joue principalement dans des films d'horreur, des films érotiques saphiques ainsi que dans des séries télévisées.

## Biographie
Depuis le 22 avril 2006, Beverly Lynne est mariée à l'acteur américain Glen Meadows. Le 28 octobre 2005, elle a donné naissance à leur premier enfant, une fille prénommée Brianna Nicole Meadows.

## Filmographie
- Secret Lives (2010)
- The Brides of Sodom (2010)
- Sex Chronicles (2008)
- Twilight Vamps (2010)
- Bikini Royale 2 (2010)
- I.M. Caravaggio (2010)
- Passion Betrayed (2009)
- The Sex Spirit (2009)
- Triple Bikini Trouble (2009)
- The Devil Wears Nada (2009)
- Sex at First Sight (2009)
- L'Antre (2008)
- Voodoo Dollz (2008)
- The Junkyard Willie Movie: Lost in Transit (2008)
- Bikini Royale (2008)
- The Las Vegas Abductions (2008)
- The Girl from B.I.K.I.N.I. (2007)
- Super Ninja Bikini Babes (2007)
- Sin City Diaries (2007)
- Polycarp (2007)
- Bewitched Housewives (2007)
- Emmanuelle the Private Collection: Jesse's Secret Desires (2006)
- Bikini Girls from the Lost Planet (2006)
- Kinky Pleasures (2006)
- Entourage (2006)
- Babes in the Woods (2006)
- 7 Lives Exposed (2002-2006)
- The Bewitching (2006)
- Hotel Erotica Cabo (2006)
- Emmanuelle Tango (2006)
- Bikini Pirates (2006)
- Young and Tempting (2006)
- Black Tie Nights (2005)
- Bikini Round-Up (2005)
- Bloodfist 2050 (2005)
- Sex Games Vegas (2005)
- Bikini Chain Gang (2005)
- Reality Sex (2005)
- Scandalous Sex (2004)
- The Extreme Truth (2004)
- Bikini a Go Go (2004)
- Tomb of the Werewolf (2004)
- Lessons in Love (2004)
- Hotel Erotica: Up All Night (2004)
- Emmanuelle the Private Collection: Emmanuelle vs. Dracula (2004)
- Dangerous Sex Games (2004)
- The Bikini Escort Company (2004)
- Kinky Sex Club (2004)
- Haunting Desires (2004)
- Genie in a String Bikini (2004)
- Secret Desires of a Housewife (2004)
- Wild Spirit (2003)
- Nudity Required (2003)
- Playboy Exposed: Toy Soldiers (2003)
- MADtv (2001-2003)
- Bare Sex (2003)
- Undercover Sex (2003)
- Hotel Erotica (2002-2003)
- Deviant Passions (2003)
- Maximum Thrust (2003)
- Arrête-moi si tu peux (2002)
- Bachelorette Party Exposed (2002)
- Vinyl Dolls (2002)
- Sexy Urban Legends (2002)
- Perfectly Legal (2002)
- Terror Toons (2002)
- Babes 2: Lost in Beaver Creek (2002)
- Hell's Highway (2002)
- Demon's Kiss (2002)
- Pumpkin (2002)
- The Coven (2002)
- Married People, Single Sex: The Return (2002)
- Holy Terror (2002)
- Personals II: CasualSex.com (2002)
- Loving Angelique (2002)
- Sisterhood of the Shewolf (2002)
- Dangerous Invitations (2002)
- The Zombie Chronicles (2001)
- Sex House (1995)